# 비메발론산 경로

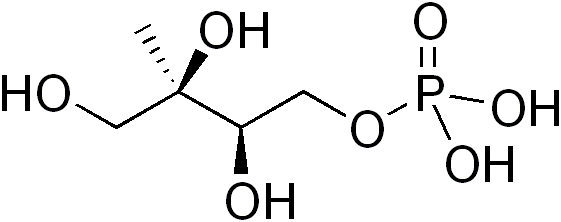
2-C-메틸에리트리톨 4-인산(MEP)의 구조

비메발론산 경로(영어: non-mevalonate pathway)는 아이소프레노이드 생합성 과정의 전구체인 아이소펜테닐 피로인산(IPP)과 다이메틸알릴 피로인산(DMAPP)의 생합성을 위한 대체 대사 경로이다. 메발론산 비의존적 경로(영어: mevalonate-independent pathway) 또는 2-C-메틸에리트리톨 4-인산/1-디옥시-D-자일룰로스 5-인산 경로(영어: 2-C-methylerythritol 4-phosphate/1-deoxy-D-xylulose 5-phosphate pathway) 줄여서 MEP/DOXP 경로(영어: MEP/DOXP pathway)라고도 한다. 2-C-메틸에리트리톨 4-인산(MEP)은 비메발론산 경로에서 첫 번째 개입 대사산물이기 때문에 최근에 선호되는 이름은 MEP 경로(영어: MEP pathway)이다.

## 아이소프레노이드 전구체의 생합성
메발론산 경로는 대부분의 고등 진핵생물과 일부 세균에 존재하는 아이소프레노이드 전구체의 생합성 대사 경로이다. 메발론산 경로는 아이소프레노이드(테르페노이드) 분자의 생합성을 위한 필수적인 전구물질인 아이소펜테닐 피로인산(IPP)과 다이메틸알릴 피로인산(DMAPP)을 생성하기 때문에 중요하다. 아이소프레노이드는 단백질의 프레닐화, 세포막의 유지, 호르몬의 합성, 지질-닻 단백질 및 N-글리코실화와 같은 다양한 과정에 사용된다.
세균, 식물 및 말라리아 원충과 같은 정단복합체충류 원생동물은 대체 경로인 비메발론산 경로를 사용하여 아이소프레노이드 전구체를 생성할 수 있다. 식물과 특정 원생동물의 경우, 아이소펜테닐 피로인산(IPP)과 다이메틸알릴 피로인산(DMAPP)의 생합성은 색소체에서 일어난다. 식물은 세포질에서 메발론산 경로를 사용하고, 엽록체에서 비메발론산 경로를 사용하여 아이소프레노이드 전구체를 합성한다. 비메발론산 경로를 사용하는 세균에는 결핵균과 같은 중요한 병원균 등이 있다.

아이소프레노이드의 생합성에서 비메발론산 경로의 반응들. 퀴드와이(Qidwai)와 그 동료들의 도해를 그대로 옮겼다. 이 그림에서 제시된 효소들의 약어는 비표준(아이젠라이크 외를 참조)이지만, 아래의 표에도 제시되어 있다.

## 반응
비메발론산 경로의 반응들은 주로 아이젠라이크(Eisenreich)와 그의 동료들에 의해 밝혀졌다. 표의 굵은 글씨는 위의 그림에 표시된 약어이다.
| 기질                                                    | 효소                                                        | 생성물                                                     | 생성물의 구조 |
| ------------------------------------------------------- | ----------------------------------------------------------- | ---------------------------------------------------------- | ------------- |
| 피루브산(Pyr) 및 글리세르알데하이드 3-인산(G3P)         | DXP 생성효소(DXS)                                           | 1-디옥시-D-자일룰로스 5-인산(DXP)                          |               |
| 1-디옥시-D-자일룰로스 5-인산(DXP)                       | DXP 리덕토아이소머레이스(DXR)                               | 2-C-메틸에리트리톨 4-인산(MEP)                             |               |
| 2-C-메틸에리트리톨 4-인산(MEP)                          | 2-C-메틸에리트리톨 4-인산 사이티딜트랜스퍼레이스(CMS)       | 4-다이포스포사이티딜-2-C-메틸에리트리톨(CDP-ME)            |               |
| 4-다이포스포사이티딜-2-C-메틸에리트리톨(CDP-ME)         | 4-(사이티딘 5'-다이포스포)-2-C-메틸에리트리톨 키네이스(CMK) | 4-다이포스포사이티딜-2-C-메틸에리트리톨 2-인산(CDP-MEP)    |               |
| 4-다이포스포사이티딜-2-C-메틸에리트리톨 2-인산(CDP-MEP) | 2-C-메틸에리트리톨 2,4-사이클로이인산 생성효소(MCS)         | 2-C-메틸에리트리톨 2,4-사이클로피로인산(MEcPP)             |               |
| 2-C-메틸에리트리톨 2,4-사이클로피로인산(MEcPP)          | HMB-PP 생성효소(HDS)                                        | (E)-4-하이드록시-3-메틸뷰트-2-엔일 피로인산(HMB-PP)        |               |
| (E)-4-하이드록시-3-메틸뷰트-2-엔일 피로인산(HMB-PP)     | HMB-PP 환원효소(HDR)                                        | 아이소펜테닐 피로인산(IPP) 및 다이메틸알릴 피로인산(DMAPP) |               |

## 저해 및 다른 대사 경로의 연구
DXP 리덕토아이소머레이스는 비메발론산 경로의 핵심 효소이다. DXP 리덕토아이소머레이스는 항생제 또는 항말라리아제 후보 약물을 개발하기 위한 출발점으로 연구 중인 천연물 포스미도마이신에 의해 저해될 수 있다.
대사 중간생성물인 (E)-4-하이드록시-3-메틸뷰트-2-엔일 피로인산(HMB-PP)은 말초 혈액에서 주요 γδ T 세포 집단이자 미생물 병원체에 대한 면역 반응에 중요한 역할을 하는 사람의 Vγ9/Vδ2 T 세포의 천연 활성인자이다.

## 같이 보기
- 메발론산 경로

## 더 읽을거리
- Hale I, O'Neill PM, Berry NG, Odom A & Sharma R (2012). “The MEP pathway and the Development of Inhibitors as Potential Anti-Infective Agents” (review). 《Med. Chem. Commun.》 3 (4): 418–433. doi:10.1039/C2MD00298A. 2017년 3월 23일에 확인함. RSC review; uses MAP synthase nomenclature.
- Qidwai T, Jamal F, Khan MY, Sharma B (2014). “Exploring Drug Targets in Isoprenoid Biosynthetic Pathway for Plasmodium falciparum”. 《Biochemistry Research International》 2014: 1–12. doi:10.1155/2014/657189. PMC 4017727. PMID 24864210.